# Cravatta

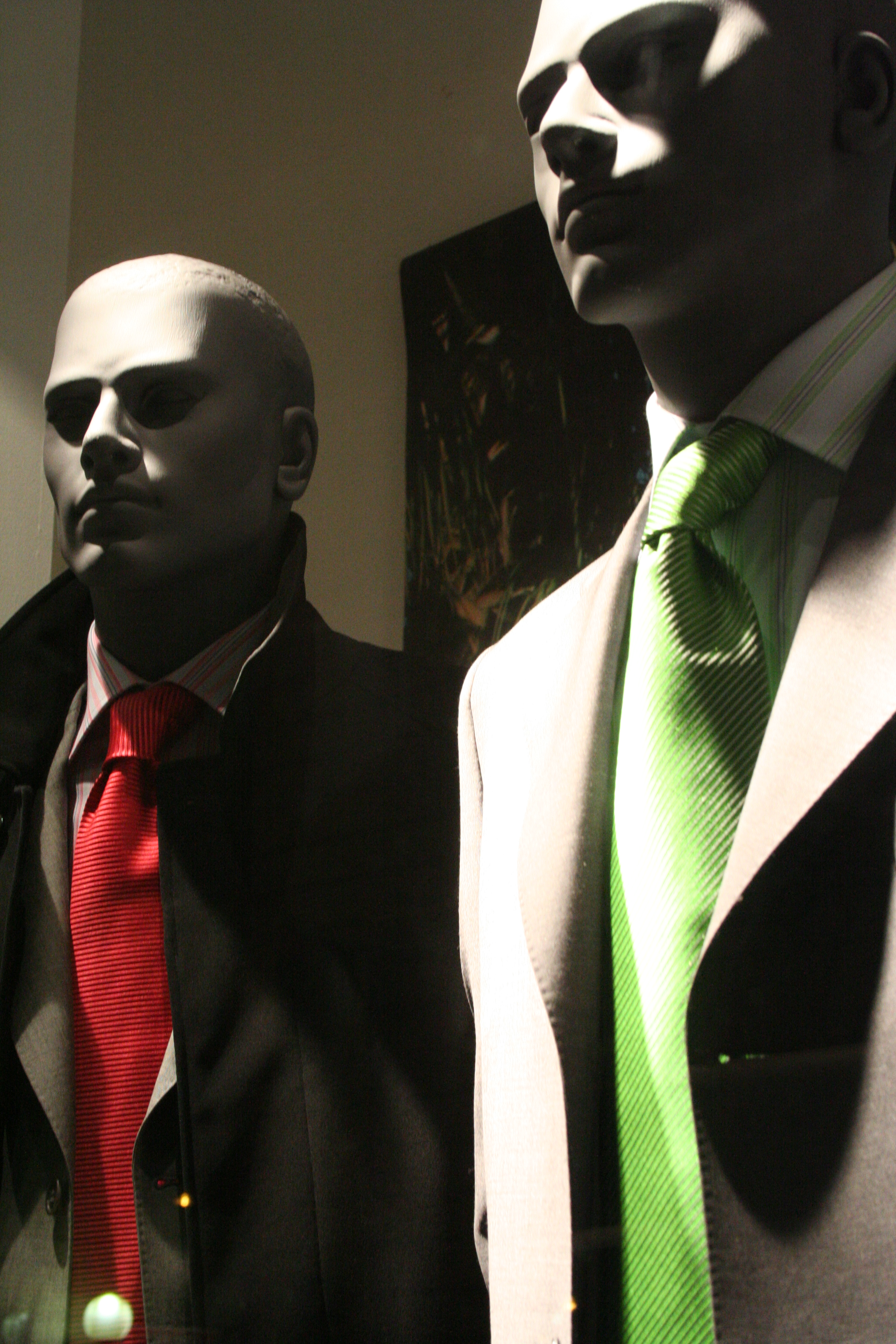
Manichini adornati con moderne cravatte

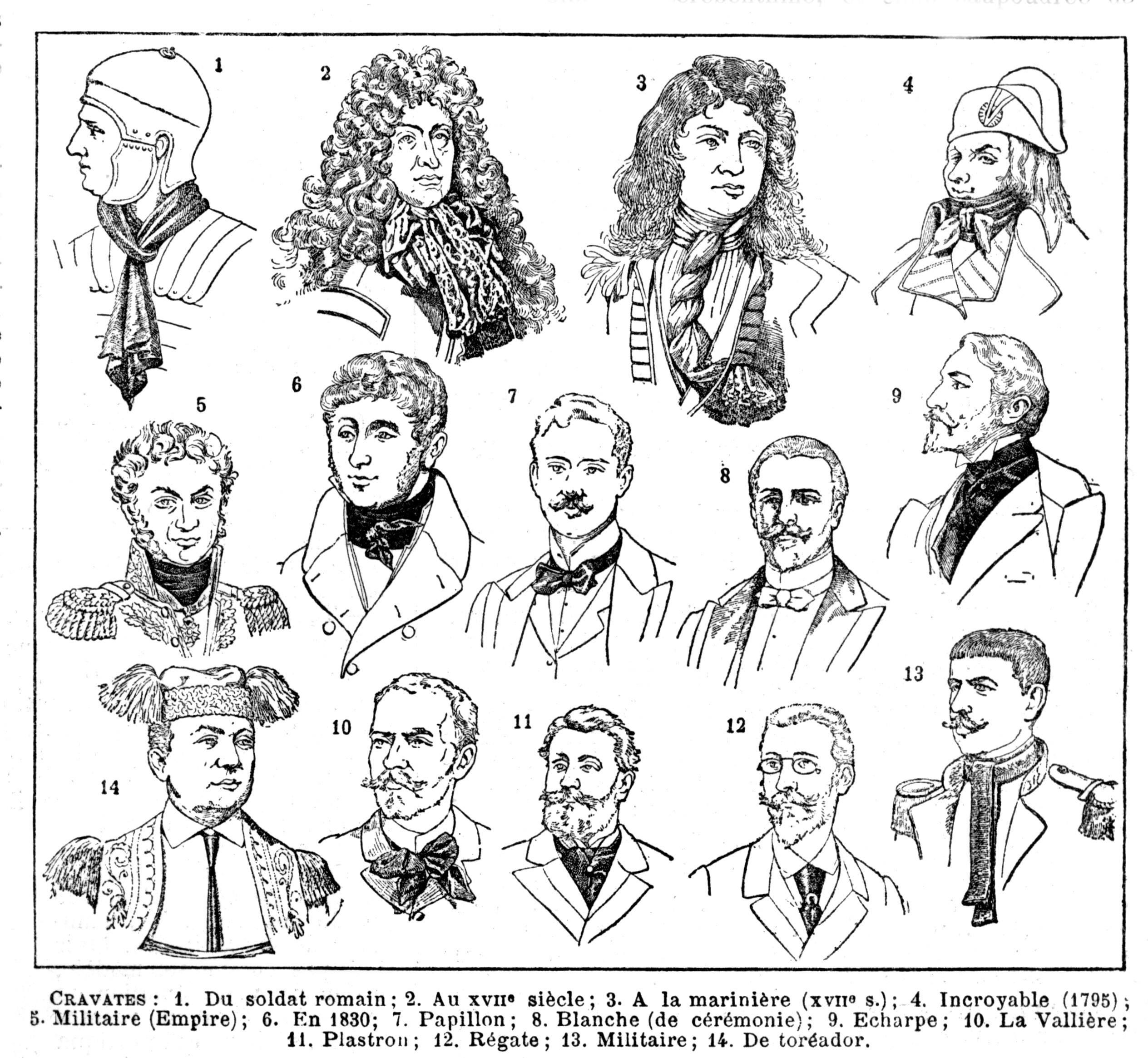
Vari tipi di cravatte utilizzate in passato.

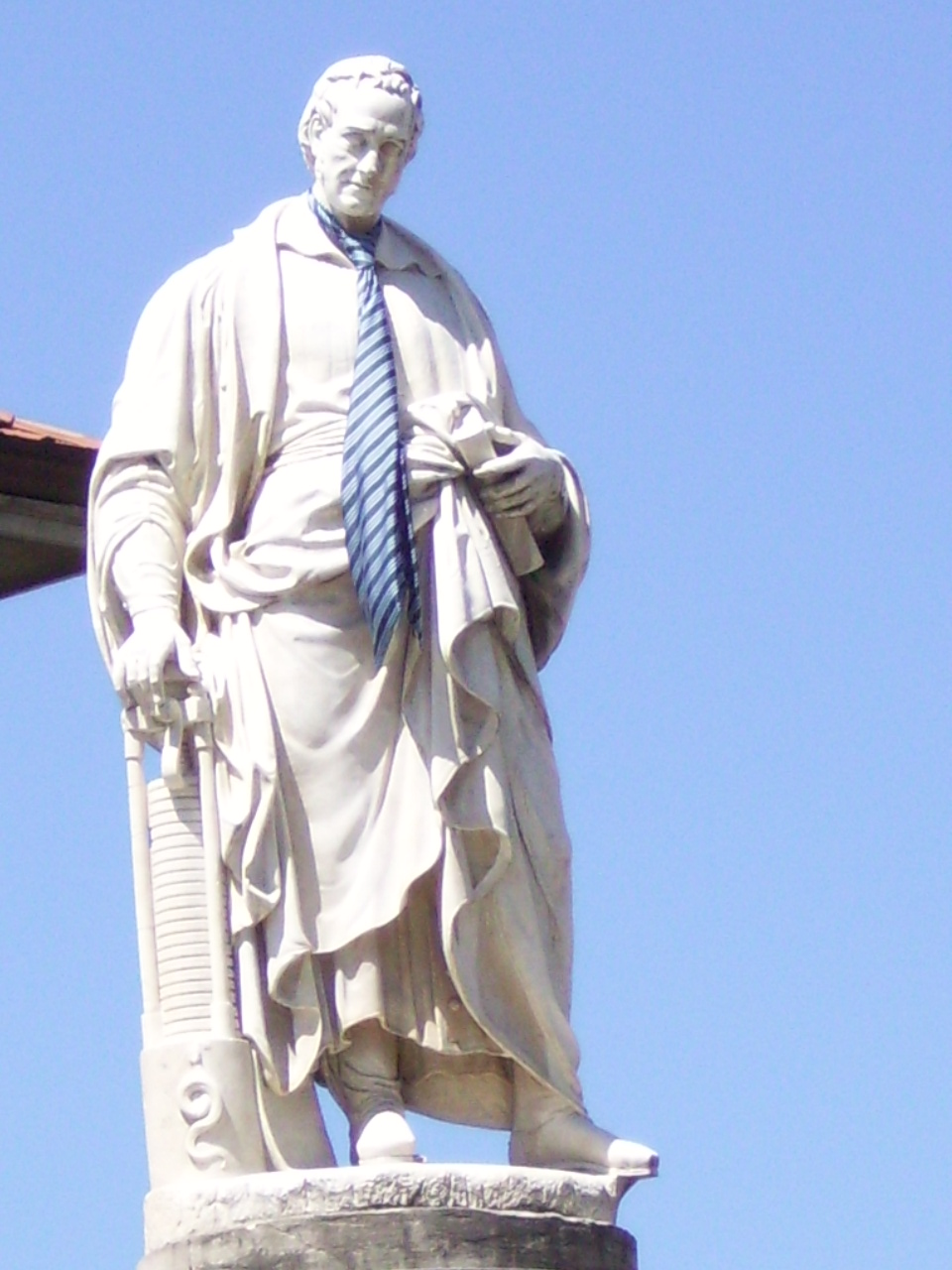
Statua di Alessandro Volta con toga e cravatta al collo

La cravatta è un accessorio caratteristico dell'abbigliamento maschile e di alcune declinazioni di quello femminile. Consiste di una striscia di tessuto che viene annodata attorno al colletto della camicia, lasciandone scendere l'estremità più lunga sul torace.
Il 18 ottobre si festeggia la Giornata internazionale della cravatta in Croazia e in varie città del mondo, come Dublino, Tubinga, Como, Tokyo, Sydney e altre.

## Storia
L'antenata dell'attuale cravatta era una striscia di stoffa di vari colori indossata dai legionari romani. La sua funzione pratica era quella di proteggere le vie respiratorie durante le marce: in particolare, i gruppi di retroguardia o che seguivano le salmerie o la cavalleria erano afflitti da continue nubi di polvere sollevate dai terreni spesso sterrati..
Le origini della cravatta odierna risalgono alla Guerra dei trent'anni (1618-1648), quando i mercenari croati della frontiera militare croata in servizio in Francia, indossando i loro tradizionali piccoli foulard annodati, suscitarono l'interesse dei parigini. A causa della lieve differenza di pronuncia tra la parola croata per "croati", hrvati, con la corrispondente francese croates, quel particolare foulard prese il nome di cravatta (cravate in francese). Luigi XIV cominciò a indossare una cravatta di pizzo intorno al 1646, all'età di sette anni, e ne fece un accessorio di moda per la nobiltà francese. Questo nuovo articolo di abbigliamento diede inizio a una vera e propria mania in tutta Europa: uomini e donne d'alto rango portavano intorno al collo strisce di tessuto, cravatte di pizzo o jabot, che richiedevano molto tempo e fatica per essere indossati. Queste cravatte erano spesso legate da stringhe di foulard, disposte ordinatamente e arrangiate in modo da formare un fiocco.
Durante la battaglia di Steenkerque (1692) i principi, una volta vestitisi in fretta per la battaglia, si avvolsero intorno al collo una cravatta di tessuto legata alle sue estremità il cui nodo veniva infine fatto passare attraverso l'occhiello della giacca; queste cravatte vengono generalmente chiamate Steinkirk o Steenkerque.

## Descrizione
A parte il tipo di tessuto, i modelli di cravatta sono disponibili in diverse lunghezze per poter essere adatte alla statura della persona che la porterà.
Generalmente la lunghezza si attesta intorno ai 150 cm, ma non sono rare cravatte denominate "XL" lunghe anche 165 cm. La lunghezza è legata a due fattori principali: l'altezza della persona che la indossa e il tipo di nodo utilizzato. Agli uomini di altezza pari o superiore a 190 cm si consiglia una cravatta "XL", in modo che dopo averla annodata arrivi circa all'altezza dei pantaloni. Un nodo con più passaggi rispetto ad uno più semplice "impegna" una parte maggiore della cravatta, accorciandola.
Oltre che per lunghezza e spessore, le cravatte si distinguono pure per larghezza dando così vita a modelli e mode. A parità di tessuto, maggiori sono la larghezza e lo spessore, maggiore è l'immaggine di "importanza scenica" che dà l'accessorio.
L'utilità estetica della cravatta consiste nel nascondere la striscia verticale di bottoni della camicia nonché, soprattutto, creare uno "stacco" decorativo di colore e/o di trama onde ottenere un effetto complementare (equilibrio) al resto dell'abbigliamento (scarpe e accessori compresi).
Una volta annodata, la punta della cravatta dovrebbe sfiorare il bordo superiore (alla vita) del pantalone o della gonna, al limite andando oltre di qualche millimetro ma senza però nascondere la fibia di un'eventuale cintura. Grave errore è quello che la punta della cravatta, una volta annodata e sistemata, sia al di sopra della vita cioè ci sia spazio tra punta e bordo superiore del pantalone o della gonna.

## Tipi di cravatte
- Tinta unita: sono caratterizzate da un unico colore. Un esempio è la classica cravatta nera (indicata, ad esempio, per situazioni formali di tipo professionale) oppure quella rossa adatta per la cerimonia o contesti festivi.
- Righe: spesso definita Regimental (il nome "Regimental" è in realtà appannaggio solo delle cravatte caratteristiche di uno specifico reggimento o club, convenzione diffusa soprattutto nel mondo anglosassone), è caratterizzata da un colore predominante e strisce oblique di colore diverso. Una variante a quella con righe orizzontali oppure con trama ovvero le righe formano quadretti o rombi o altre figure geometriche di varie dimensioni.
- A puntini: su un colore di base sono applicati vari puntini o, quando di diametro maggiore, pallini.
- Fantasia: disegni vari, luoghi o oggetti famosi, a discrezione dello stilista. Le fantasie più accentuate e particolari vengono definite damascate.
- Trendy: possono riportare colori fluorescenti, come l'arancione Fantini.
- Da divisa. Sono quelle usate da associazioni, squadre sportive, imprese, categorie professionali, forze armate o di polizia o corpi degli enti pubblici. Spesso contengono stemmi, monogrammi, loghi o altri elementi decorativi che richiamano i colori sociali oppure altri elementi dell'organizzazione che ha predisposto la divisa.

## Nodi

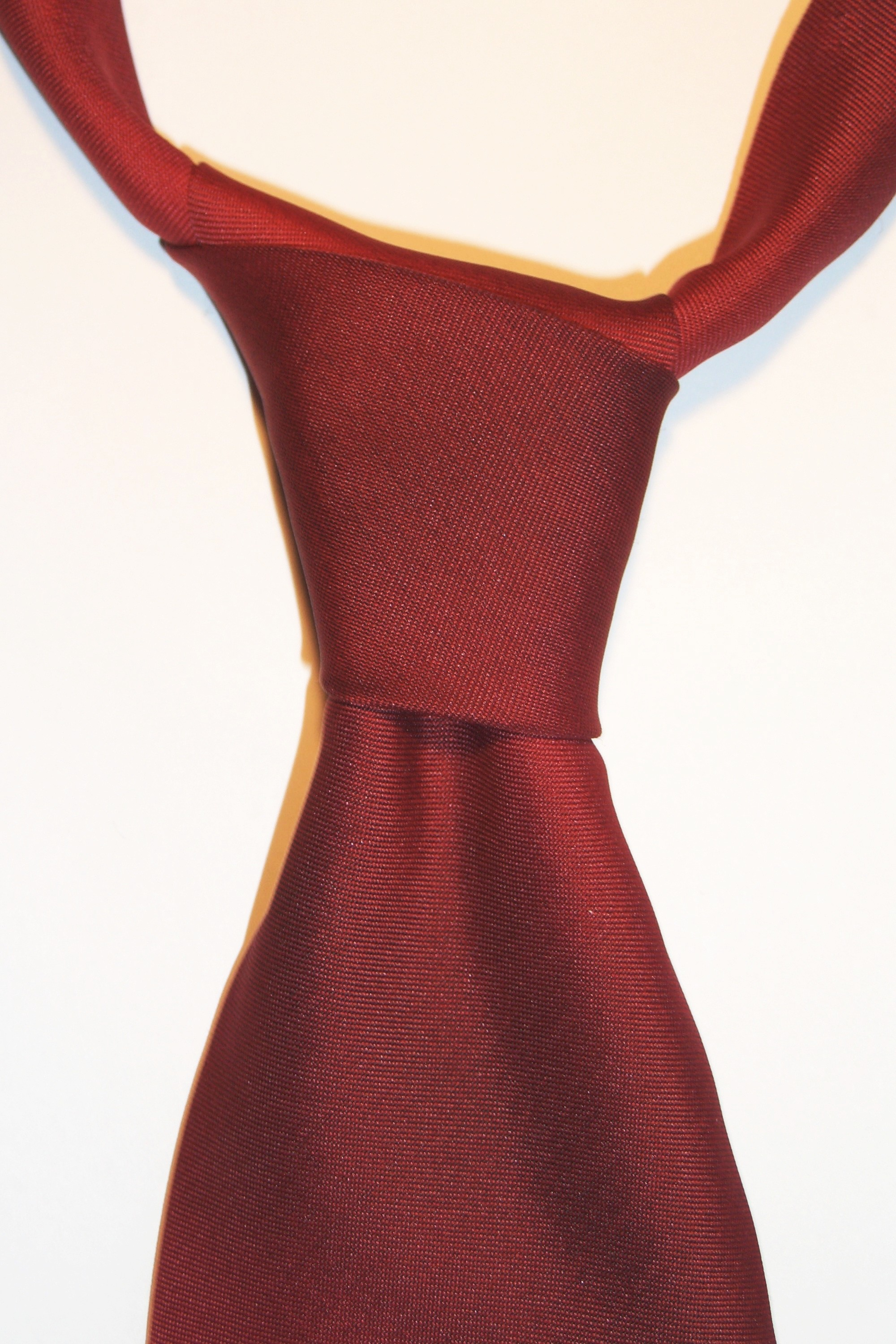
Cravatta annodata con il nodo semplice ("four in hand").

Alla fine degli anni novanta Thomas Fink e Yong Mao, due ricercatori del Laboratorio Cavendish dell'Università di Cambridge, hanno dimostrato attraverso modelli matematici che esistono 85 nodi possibili per una cravatta convenzionale. In questo modo sono anche stati scoperti dei nuovi nodi, uno dei quali è stato ribattezzato "nodo Fink". Lo studio di Fink e Mao impone limiti matematici per salvaguardare l'estetica della cravatta. Successivamente il matematico Mikael Vejdemo-Johansson ha eliminato i loro vincoli estetici ed è arrivato a 177147 nodi possibili.. Ecco i principali:
- Four-in-hand (tiro a quattro): quattro passaggi; il nome deriva dall'omonimo Club londinese del XIX secolo. È il più diffuso oggi.
- Mezzo Windsor: sei passaggi; è una versione meno corposa del Windsor.
- St. Andrew: sette passaggi; con questo particolare nodo la cravatta sporge leggermente dal collo prima di ricadere sul petto.
- Windsor: otto passaggi, divenne popolare negli anni '30 quando Edoardo duca di Windsor cominciò a prediligere nodi piuttosto voluminosi.
- Balthus: nove passaggi, un nodo veramente grande, ideato dall'omonimo pittore surrealista del Novecento.

Tra i nodi più originali si hanno:
- Onassis: un nodo che sciupa la cravatta meno degli altri, ma richiede l'utilizzo di una pinzetta specifica per essere completato, altrimenti rimane sciolto.
- Eldredge: un nodo molto particolareggiato, caratterizzato da un elevato numero di giri.
- Trinity sviluppa un nodo a tre elementi.
- Cape.

## Produzione
Scriveva Piero Angela nel 1986:
(da Quark economia. Per capire un mondo che cambia, cap. III)
I passaggi necessari alla produzione di una cravatta possono essere così riassunti:
- Taglio. Necessita di grande perizia e precisione; il tessuto viene steso, puntato e tagliato per ottenere i tre pezzi di cui si compone una cravatta: la pala, il codino e la giuntura, oltre al passantino.
- Incappucciatura. Vengono applicate tramite cucitura le foderine interne (cappucci) alla pala e al codino, ed è inserita anche l'etichetta di composizione.
- Giuntatura. I tre pezzi vengono uniti attraverso delicate operazioni di stiratura, piegatura e cucitura, da realizzare manualmente.
- Chiusura. In questa fase, detta anche “Liba”, in riferimento alle tecniche utilizzate, è inserito l'interno, solitamente in misto cotone/lana. Dopo essere stata stirata, la cravatta viene chiusa tramite cucitura.
- Rovescio e finitura. Fino ad ora, la lavorazione avviene “a rovescio”. In questa fase la cravatta viene rivoltata per consentire le operazioni di puntatura e di finitura (cucitura passantino, etichettatura e stiratura). Da questo processo si ottiene finalmente una cravatta finita.
- Imbustatura. Al termine di un minuzioso controllo, la cravatta ritenuta conforme viene finalmente imbustata, in modo standard (buste in plastica) oppure con personalizzazioni a richiesta.

## Regole d'abbigliamento

Segnale di divieto di indossare cravatte (DIN 4844-2).

- Un senatore italiano non può entrare in Senato senza la cravatta. Per sfida a questa regola, il senatore Speroni indossava le cravatte più impensabili: con disegni di maiali, texana di cuoio e così via.
- Verso la fine di luglio 2007 il ministro della Salute italiano Livia Turco emanò una circolare con cui esonerava i dipendenti pubblici e privati dal mettere la cravatta, a causa della forte calura.
- La cravatta, come altri indumenti ed accessori penzolanti, è pericolosissima durante l'uso di alcuni macchinari, anche apparentemente innocui, ad esempio, il distruggidocumenti negli uffici, poiché può facilmente impigliarsi negli organi rotanti trascinando il busto ed il volto dell'operatore contro la macchina e le sue parti pericolose. Per questo in alcuni ambienti può essere esplicitamente proibito indossare cravatte durante lo svolgimento di alcune mansioni oppure in prossimità di pericoli di questo genere.
- Il protocollo di abbinamento prevede che la punta della cravatta sfiori il bordo superiore del pantalone o della gonna, senza nascondere la fibia dell'eventuale cintura.

## Galleria d'immagini

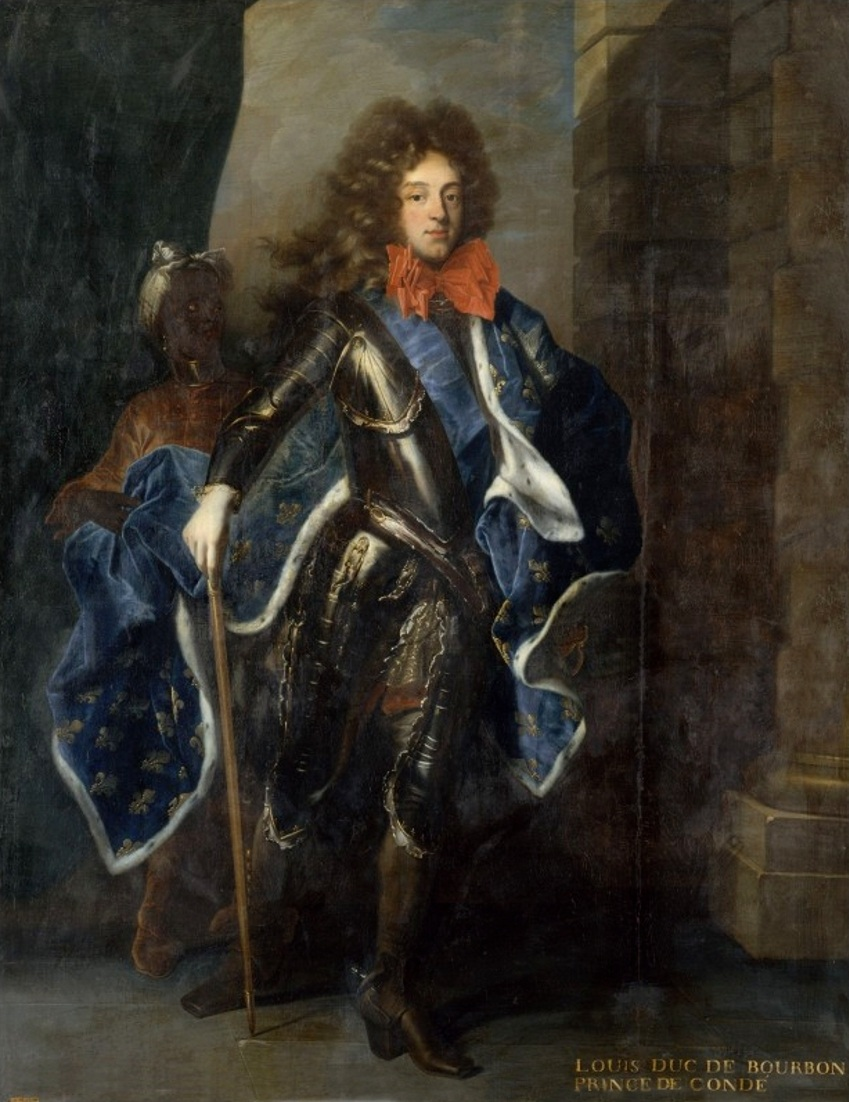
Francia, XVII secolo
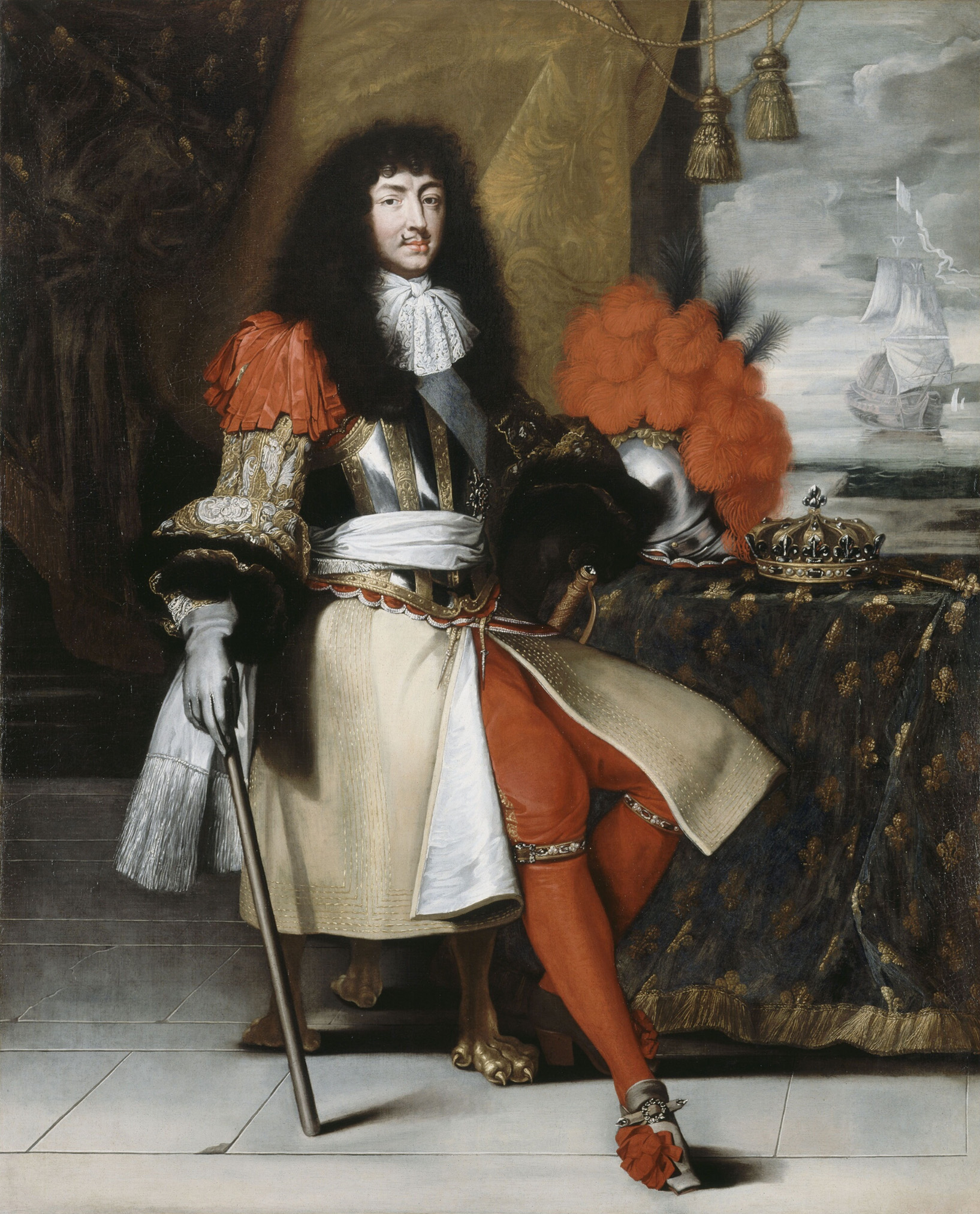
Francia, XVIII secolo
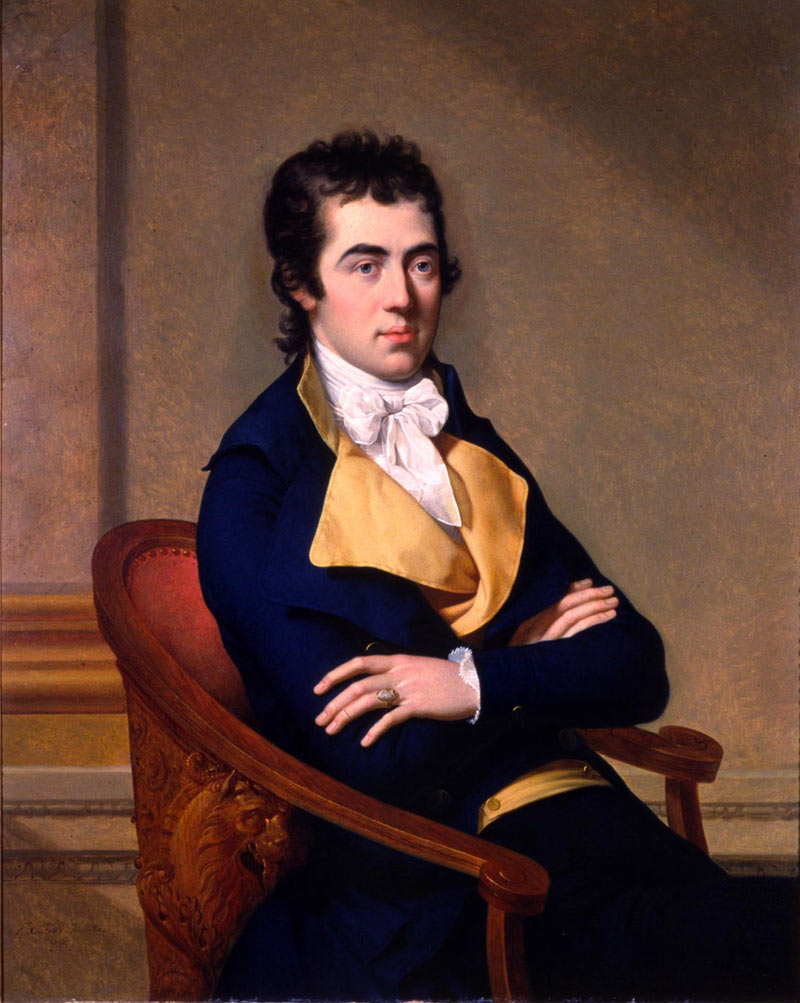
Paesi Bassi, XVIII secolo
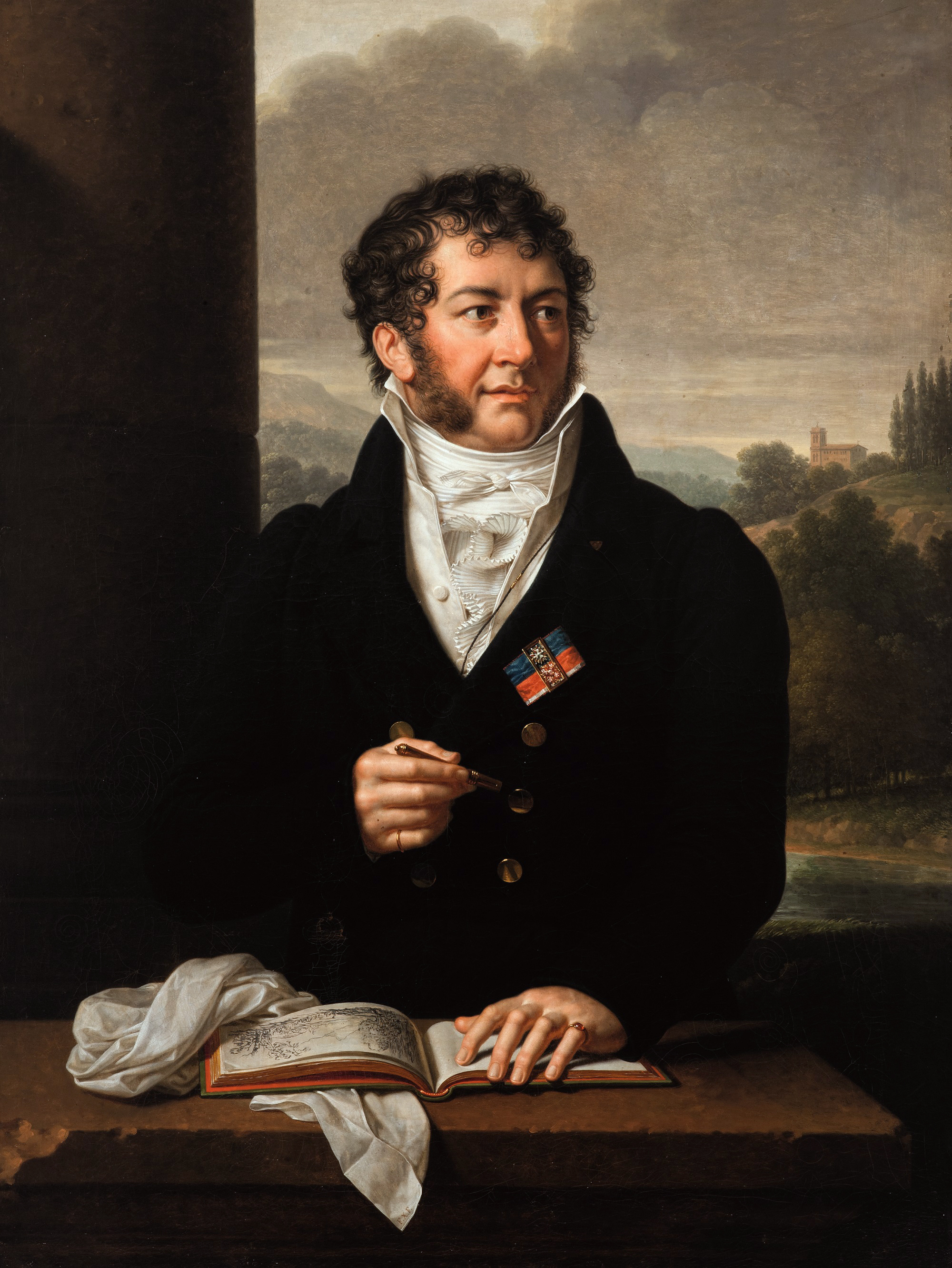
Polonia, XIX secolo
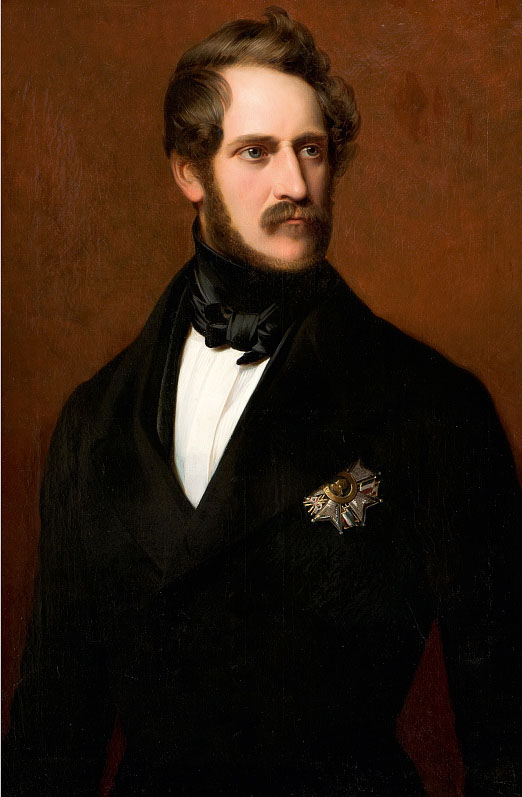
Germania, XIX secolo
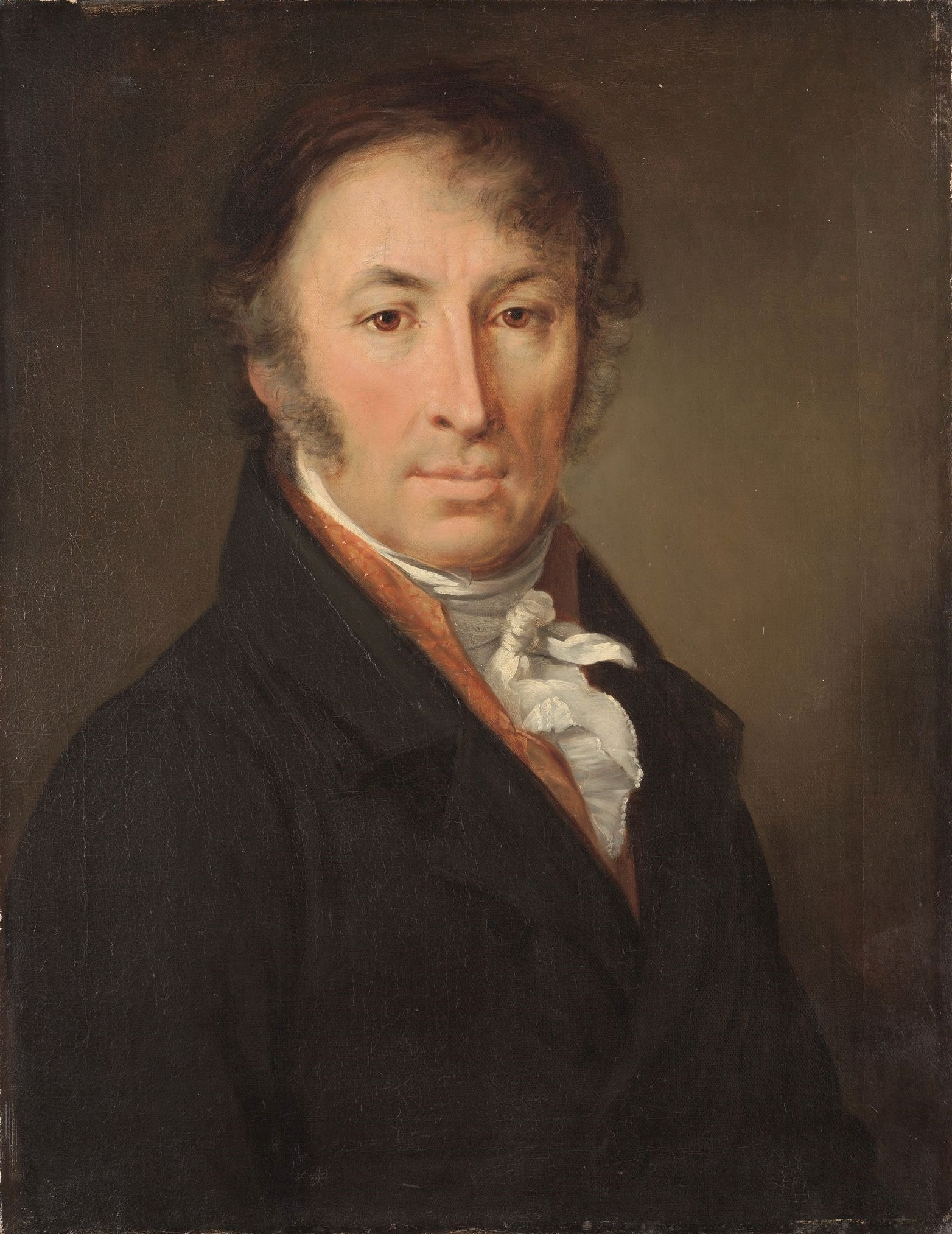
Russia, XIX secolo
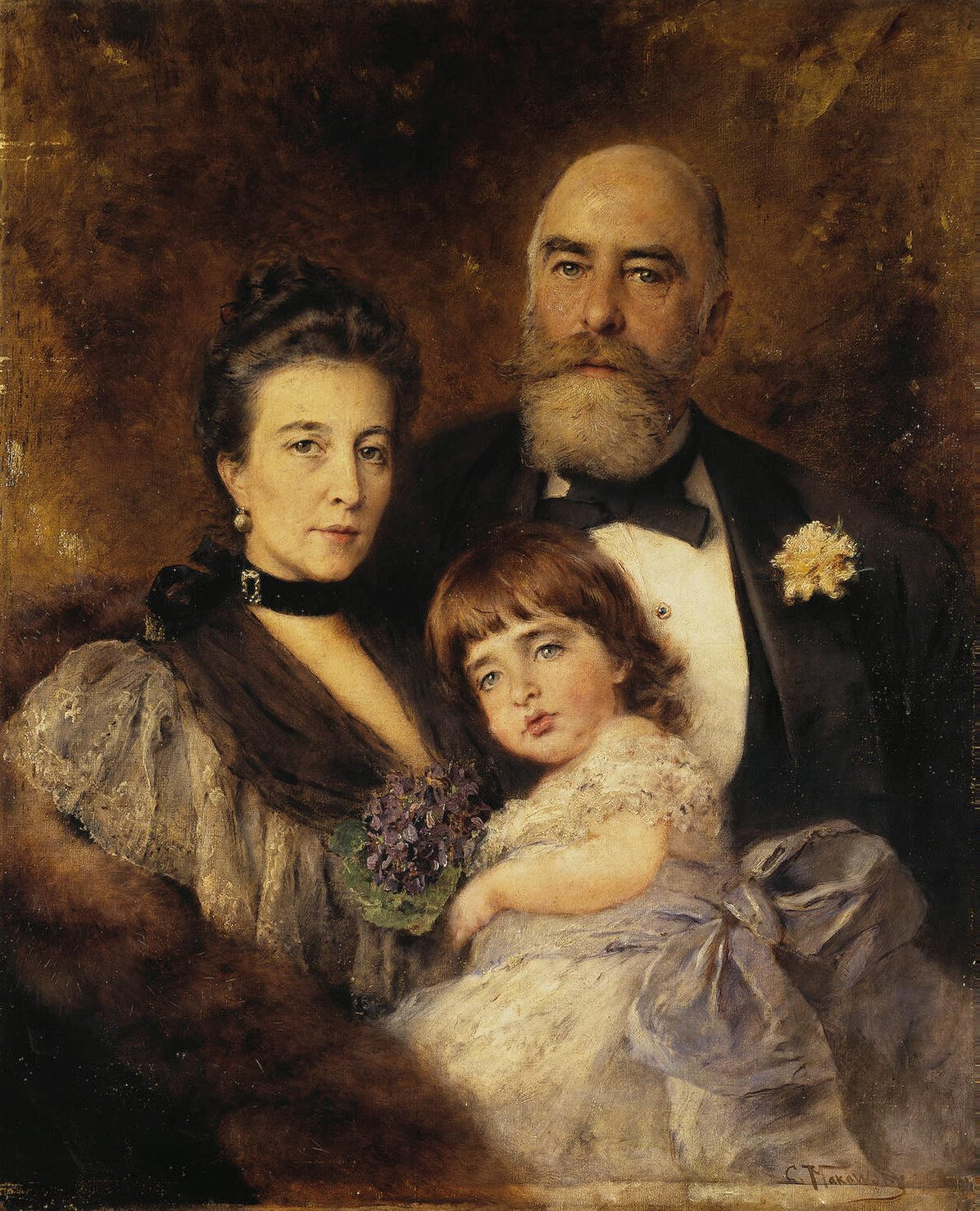
Russia, 1900